# A Streetcar Named Desire (1995)
A Streetcar Named Desire is een Amerikaanse televisiedramafilm uit 1995, geregisseerd door Glenn Jordan en met in de hoofdrollen Alec Baldwin, Jessica Lange, John Goodman en Diane Lane, die voor het eerst werd uitgezonden op CBS Television. Het is gebaseerd op het toneelstuk van Tennessee Williams uit 1947 en volgt een bewerking uit 1951 met Marlon Brando in de hoofdrol en een televisiebewerking uit 1984. De film is een bewerking van een Broadway-revival van het stuk uit 1992, met ook Baldwin en Lange in de hoofdrol.

## Rolverdeling
| Acteur           | Personage               |
| ---------------- | ----------------------- |
| Alec Baldwin     | Stanley Kowalski        |
| Jessica Lange    | Blanche DuBois          |
| John Goodman     | Harold 'Mitch' Mitchell |
| Diane Lane       | Stella Kowalski         |
| Frederick Coffin | Steve                   |
| Carlos Gómez     | Pablo                   |
| Jerry Hardin     | The Doctor              |
| Patricia Herd    | The Matron              |
| Matt Keeslar     | Collector               |
| Tina Lifford     | The Neighbor            |
| Rondi Reed       | Eunice                  |
| Carmen Zapata    | Flower Seller           |